# En mörk välsignelse
En mörk välsignelse (originaltitel: Moonlight Mile) är en kriminalroman från 2010 av Dennis Lehane. Den utkom på svenska redan samma år i översättning av Ulf Gyllenhak. Det är den sjätte och avslutande boken i en serie med Patrick Kenzie och Angela Gennaro i huvudrollerna.

## Handling
Tolv år tidigare lyckades deckarparet Patrick Kenzie och Angela Gennaro söka reda på en försvunnen flicka, den fyraåriga Amanda McCready, och återbördade henne till modern trots att de båda visste att barnet skulle få ett mycket bättre liv hos sina kidnappare. Det är ett beslut de ännu inte lyckats förlika sig med. Nu är Amanda försvunnen på nytt och både Patrick och Angela ser en möjlighet att ställa saker till rätta. 

## Utgåvor på svenska
- 2010 - ISBN 91-0-012566-0  (inbunden)
- 2011 - ISBN 91-7-429186-6  (pocket)